# 島根の弁護士
『島根の弁護士』（しまねのべんごし）は、あおきてつおによる日本の漫画、またそれを原作としたテレビドラマ。

## 概要
『ビジネスジャンプ』（集英社）において、2004年11号から2008年16号まで連載された。全101話。
第66話までは香川まさひとが原作を担当しており、第67話からは「シナリオ協力」として春木修が参加している。また、製作に当たっては島根県弁護士会が協力している。
2007年にテレビドラマ化され、フジテレビジョン系列で放送された。

## あらすじ
日本の都道府県の中で、所属する弁護士の人数が最も少ないとされる島根県。主人公・山崎水穂は、27人目の弁護士として島根県に赴任してきた新米弁護士である。
水穂は「罪を憎んで人を恨まず」をモットーに、様々な訴訟事件と向き合いながら、徐々に成長を遂げていく。

## 登場人物

### 主要人物
山崎水穂（やまざき みずほ）
主人公。島根県弁護士会に所属する女性弁護士。秋田法律事務所に勤務する。
性格は明るく、かつ努力家。人情派の弁護士で「罪を憎んで人を恨まず」をモットーとしており、そのため人によっては「お人好し」と思われることもある。
横浜出身。幼い頃は文学少女で、実家の本棚に置かれていた小説を読んだことを機に小泉八雲の愛好家となる。その後、高校時代に友人の父親の裁判を傍聴したことがきっかけで弁護士を目指した。
赴任先として島根県を選んだのは、「八雲が好き」という思いと、弁護士が少ないという理由から。島根県に赴任してからは「石塚石材店」の2階に下宿しており、後に炎樹から「半次郎」という子犬を譲り受け、飼っている。
酒と甘い物が好物で、特に酒に関しては酒豪。
秋田良市（あきた りょういち）
秋田法律事務所の所長を務める弁護士。水穂の上司であり、彼女からは「ボス」と呼ばれる。水穂に対しては基本的に優しいが、時に厳しい態度で成長を促す。
妻とは死別しており、現在は独身。亡くなった前妻との間には一人娘の真央がいる。
昔は東京で活動していたが、妻の臨終を看取れなかったことを後悔し、妻の故郷・松江市に移り住んだ。そこで法律事務所を開いて現在に至るが、収入は多くないため事務所の経営には苦労している。
桜井秀子（さくらい ひでこ）
水穂の母。水穂の父・春雄とは、水穂が2歳のときに離婚しており、水穂は春雄から「母は亡くなった」と言い聞かされて育った。
最初は小料理屋「虫の音」の女将として登場し、偶然「虫の音」を訪れた水穂と再会を果たす。水穂には当初、自分が母親であることを告げずにいたが、娘の職業が弁護士であることを知って母親であることを告白し、水穂に衝撃を与える。
その後、「虫の音」を畳んで松江を離れ、広島県弁護士会所属の弁護士として、広島市内に「桜井法律事務所」を構える。弁護士としては理論派で、「虫の音」時代に引き続き和服を着ていることから、広島では「美人の和服敏腕弁護士」として評判になっている。
実は元検事で、「20年以上前の事件」に検事として関わっていた。
炎樹卓也（えんじゅ たくや）
ビジネスコンサルタントを自称する男性で、年齢は30代後半。がっしりとした体躯をしており、腕っ節も強い。法律を目の敵にするような態度を示す。
本名は尼子卓也というが、現在は父親から勘当され、炎樹という姓を名乗っている。
秀子とは中学生のときに知り合って以降、長きに渡って交流がある。また秀子の娘である水穂とも作中何度か関わりを持ち、彼女に興味を抱いている。

### 秋田法律事務所
木川礼子（きがわ れいこ）
秋田法律事務所の女性事務員。水穂より少し年長。面倒見がよく、私生活で水穂の世話を焼く場面もある。
早野玉枝（はやの たまえ）
秋田法律事務所の女性事務員で、所長の秋田を除くと一番の古株。
かつてひき逃げ事故を起こして被害者を死亡させたことがあり、実刑判決を受けて服役した過去を持つ。この時に彼女の弁護を担当したのが秋田であり、その縁から出所後は秋田の下で働いている。
後に秋田からプロポーズを受け、結婚した。
秋田真央（あきた まお）
秋田の一人娘で、大学3年生。母の臨終の際も仕事をしていた父を疎ましく思っており、そのため弁護士という職業も嫌っている。
性格は生意気だが、友達思い。作中では友達の母の手術費用を工面しようして、自分の母親の形見である指輪を質屋に入れる。後に返済代金を稼ぐため、水穂の紹介を受けて、秋田法律事務所で事務員のアルバイトを始める。

### 法曹関係者
虎門和彦（とらかど かずひこ）
松江地方検察庁所属の男性検事。刑事裁判の際、被疑者の起訴をめぐって水穂と事あるごとに対立する。
島津茜（しまず あかね）
水穂の赴任から半年後、新たに島根県弁護士会に所属した女性弁護士。松江市出身。
理論派の弁護士で、秀子を尊敬している。情緒を重んじる水穂をライバル視しおり、民事裁判でしばしば水穂と対立する。

### その他
山崎春雄（やまざき はるお）
水穂の父。横浜市で「理容ヤマザキ」を営む。店の本棚には多数の本が置かれており、「本屋のような床屋」となっている。
前妻・秀子とは彼女が検事だった時に知り合い、後に結婚して水穂が産まれるが、「20年以上前のある事件」を受けて贖罪の道を選んだ秀子に理解を示し離婚する。以降、男手一つで水穂を育てた。
石塚道雄（いしづか みちお）
水穂が下宿する「石塚石材店」の跡取り息子。石を彫る職人。
水穂に好意を持ち、何かと世話を焼くようになる。
尼子卓郎（あまご たくろう）
秀子の元恋人で、「20年以上前の事件」の重要人物。
小泉八雲のファンで、大学時代、図書館で八雲の本を借りようとした際、同じ八雲の本を借りようとした秀子と知り合い、交際を始める。秀子とは一時期将来を約束しあう仲だったが最終的には破局し、東京Y病院の勤務医となる。
その後、「20年以上前の事件」の当事者に仕立て上げられ、マスメディアに取り上げられるなど自宅近辺が騒がしくなる。その結果、妻がノイローゼから流産し、夫婦で病院へ向かう最中、交通事故を起こし、妻と死別した上に重度の障害を負ってしまう。
以降、島根県国護町にある介護施設に移り、そこで秀子の世話を受けながら生きていたが、作中で介護施設が閉鎖されたことを受けて秀子とともに広島市へ移住し、そこで亡くなる。

## 用語
島根県弁護士会
山崎水穂、秋田良市、島津茜が所属する単位弁護士会。作中では水穂が27人目、茜が28人目の所属弁護士とされている。
秋田法律事務所
水穂が勤務する法律事務所。所長は秋田良市。松江市にある。
「虫の音」
松江市にある小料理屋。「20年以上前の事件」の贖罪として松江市に移り住んだ秀子が開業した店。
水穂が島根県に赴任してから半年が過ぎた頃、尼子卓郎が入所していた介護施設が閉鎖されてしまったため、生計を立てるために秀子はこの店を畳み、弁護士として法曹界に復帰する。
尼子家
松江市では有名な旧家で、炎樹の実家。
「20年以上前の事件」
25年前、製薬会社「N薬品」と東京Y病院が、新薬開発を目的に臨床試験を繰り返した結果、新薬の副作用で多数の被害者を出してしまった事件。当時、秀子は検事としてこの事件の捜査を担当していた。
N薬品と東京Y病院の策略によって、当時東京Y病院に勤務していた卓郎が事件の当事者として仕立て上げられ、以後卓郎は検察やマスコミから事件の容疑者として追及を受けることになる。
秀子の「贖罪」、春雄と秀子の離婚の理由、炎樹が法律を目の敵にする理由など、作中の登場人物の過去に大きく関わってくる事件。

## 書誌情報
あおきてつお 『島根の弁護士』 集英社〈ヤングジャンプ・コミックス・BJ〉、全13巻
1. 2005年1月19日発売、ISBN 4088767454
2. 2005年6月17日発売、ISBN 4088768167
3. 2005年9月16日発売、ISBN 4088768574
4. 2005年12月19日発売、ISBN 4088770013
5. 2006年3月17日発売、ISBN 4088770552
6. 2006年7月19日発売、ISBN 4088771176
7. 2006年11月17日発売、ISBN 408877177X
8. 2007年2月19日発売、ISBN 978-4088772233
9. 2007年5月18日発売、ISBN 978-4088772684
10. 2007年7月4日発売、ISBN 978-4088773049
11. 2007年11月19日発売、ISBN 978-4088773605
12. 2008年3月19日発売、ISBN 978-4088774183
13. 2008年8月19日発売、ISBN 978-4088774985

## テレビドラマ
2007年7月14日、フジテレビジョン系列の『土曜プレミアム』でテレビドラマが放送された。主演は仲間由紀恵で、仲間はこのドラマで初めて弁護士役に挑戦した。なお、仲間演じる主人公・山崎水穂は、漫画の連載開始時点から仲間をイメージして描かれていた。
ドラマでは、最後、秀子が水穂に対し自らが実の母親であることを告げる。後日改めて水穂が秀子の店に行くと、既に店は閉店しており秀子は姿を消していたところで終わる。
撮影は4月17日から約20日間、この漫画の舞台である島根県でオールロケを敢行。ロケ中は地元マスコミでも取り上げられるなど、大きな話題を呼んだ。視聴率は9.6%だったが、舞台となった山陰地区での視聴率は高かった。
エキストラとして、松江フィルムコミッションの他、地元の劇団である劇団あしぶえ、劇団Ｙプロジェクト、演劇集団きらめき弾などからも参加・協力があった。また、山陰中央テレビジョン放送からもアナウンサーである山根収がエキストラとして参加した。

### 漫画からの変更点
- 2007年4月の時点で、島根県弁護士会に所属する弁護士の数は36人に増加しており、その実情に合わせて、山崎水穂は「2007年春に赴任した、37人目の弁護士」という設定に変更された。
- 水穂の出身地が横浜から東京に変更されており、それに合わせて水穂の父・春雄が経営する理容店の所在地も東京の下町に変更されている。
- 登場人物の名前が一部変更されており、秋田法律事務所の事務員の「玉枝」は「絹代」に、検事は「虎門」から「田尻」になっている。

### キャスト
- 山崎水穂 - 仲間由紀恵
- 秋田良市 - 香川照之
- 石塚道雄 - 八嶋智人
- 石塚陽子 - 梶芽衣子
- 今井恒子 - 高田敏江
- 今井東太 - 益富信孝
- 川田君江 - 白川和子
- 橋本正一 - 森下哲夫
- 佐野浩輔 - 東根作寿英
- 佐野康子 - 小松みゆき
- 川田雄一 - 高橋良輔
- 事務員・絹代 - 鷲尾真知子
- 事務員・礼子 - 眞野裕子
- 裁判長 - 峰蘭太郎
- 田尻検察官 - 益岡徹
- 山崎春雄 - 竹中直人
- 桜井秀子 - 樋口可南子

### スタッフ
- 脚本：十川誠志
- 演出：林徹
- 音楽：上田益
- プロデュース：保原賢一郎（フジテレビ）・西岡善信（映像京都）
- 協力：島根県弁護士会